# Cronache marziane
Cronache marziane (The Martian Chronicles) è una raccolta di ventotto racconti di fantascienza di Ray Bradbury, legati fra di loro dal tema comune della futura esplorazione e colonizzazione del pianeta Marte.
La pubblicazione originale dell'intera collezione di racconti più o meno brevi risale al 1950 e conferisce a Bradbury fama internazionale. Assieme al successivo romanzo Fahrenheit 451, le Cronache sono considerate il capolavoro di Bradbury.
L'ambientazione dei racconti, alcuni dei quali pubblicati su riviste di genere precedentemente all'uscita del volume d'insieme, potrebbero far pensare al ciclo delle Cronache marziane come a una produzione puramente fantascientifica. Il disinteresse di Bradbury nei confronti della scienza traspare nella scelta delle caratteristiche dei marziani, legate a un ragionamento più fantasioso che logico, e nella mancanza di dettagli nella descrizione di mezzi di trasporto o strumenti avveniristici utilizzati dai personaggi.

## Elenco dei racconti
(Tra parentesi è indicata la data in cui si svolge il racconto)
- (gennaio 1999) L'estate lampo
- (febbraio 1999) Ylla
- (agosto 1999) La notte estiva
- (agosto 1999) I terrestri
- (marzo 2000) Il contribuente
- (aprile 2000) La terza spedizione
- (giugno 2001) "… And the moon be still as bright"
- (agosto 2001) I coloni
- (dicembre 2001) Il verde mattino
- (febbraio 2002) Le locuste
- (giugno 2002) L'immensità
- (agosto 2002) Incontro di notte
- (ottobre 2002) La spiaggia
- (novembre 2002) Le sfere di fuoco
- (febbraio 2003) Intermezzo
- (aprile 2003) I musici
- (giugno 2003) Su negli azzurri spazi
- (maggio 2004) L'imposizione dei nomi
- (aprile 2005) Usher II
- (agosto 2005) I vecchi
- (settembre 2005) Il marziano
- (novembre 2005) La valigeria
- (novembre 2005) Stagione morta
- (novembre 2005) Tutti a guardare
- (dicembre 2005) Le città silenti
- (aprile 2026) I lunghi anni
- (agosto 2026) Cadrà dolce la pioggia
- (ottobre 2026) La gita d'un milione di anni

## Trama

### Aprile 2000: la terza spedizione
L'equipaggio del capitano John Black raggiunge il pianeta Marte ritrovandosi all'atterraggio in una cittadina che ricorda particolarmente la sua città natale: Green Bluff dello Stato americano dell'Illinois. Il mistero riguardo alla fine degli uomini inviati dal pianeta Terra nelle due precedenti spedizioni e dei quali si è persa ogni traccia convince il vecchio capitano a muoversi con estrema cautela per indagare come sia possibile che esista una copia perfetta di una città americana del primo dopoguerra, su un altro pianeta del sistema solare. Lasciando ordine ai suoi uomini di non uscire dal razzo che li ha condotti fino a Marte, il capitano decide di perlustrare la cittadina con l'aiuto dell'ufficiale di rotta Lustig e di Samuel Hinkston, un archeologo che ha accompagnato gli astronauti nella missione esplorativa.
I primi passi sul suolo marziano accompagnano anche le prime teorie riguardo a come sia possibile tutto ciò che i tre uomini incontrano sul loro cammino. All'inizio il pensiero dei tre volge verso la possibilità di aver viaggiato nel tempo e di essere ritornati sul pianeta Terra poco più di 70 anni prima della partenza, poi, per motivare lo stile anni Venti delle case, viene ipotizzata una colonizzazione di Marte da parte di terrestri fuggiti in segreto dal pianeta durante la Prima guerra mondiale, e convintisi di essere ancora sulla Terra per far fronte alle difficoltà psicologiche che un tale isolamento avrebbe potuto comportare. Ma quando Lustig incontra i propri nonni deceduti, un'ipotesi assurda si fa largo tra le menti dei tre esploratori: che Marte, e chissà quanti altri pianeti del sistema solare o dell'universo, sia una seconda possibilità concessa da Dio agli uomini.

### Dicembre 2001: il verde mattino
La colonizzazione di Marte è ancora in fase embrionale, i pochi insediamenti terrestri sono interamente dedicati all'estrazione di minerali dal ricco suolo marziano. Non tutte le persone che arrivano con navi spaziali su Marte riescono a sostenere le difficoltà respiratorie dovute alla rarefazione dell'ossigeno nell'atmosfera, e in molti casi tale problema costringe al rientro sul pianeta madre.
Benjamin Driscoll, dopo aver messo piede su Marte, sviene a causa della mancanza d'ossigeno, ma si oppone fermamente, una volta ripresi i sensi, al parere medico che gli suggerisce di tornare sulla Terra e lasciare la colonizzazione a persone che meglio si adattano alla situazione ambientale.
La ferma volontà di restare sul pianeta rosso fa capire a Benjamin quale sia il suo compito nella missione di colonizzazione: piantare sementi nel terreno per concedere un giorno un'atmosfera vivibile agli abitanti del pianeta Marte. Nonostante l'opposizione delle alte sfere gerarchiche che vedono nella sua impresa uno spreco di tempo e risorse, Benjamin riesce a ottenere un'autorizzazione, e con i pochi mezzi a sua disposizione comincia a lavorare sognando valli completamente ricoperte di verde fogliame. Il suo lavoro procede faticosamente in attesa che l'atmosfera marziana conceda la pioggia ai semi interrati.
Le speranze di Benjamin vengono mantenute una sera quando, stanco per la giornata lavorativa, si appresta a dormire all'aperto e dal cielo comincia a cadere una pioggia inizialmente fine, ma poi sempre più intensa. Il pensiero che il primo passo verso la realizzazione del suo sogno sia stato fatto lo accompagna nel sonno quella stessa notte. E al risveglio uno spettacolo meraviglioso sorprende Benjamin, insieme con una fresca ondata di ossigeno: in una sola notte i semi piantati dal terrestre e bagnati dalla pioggia sono cresciuti fino ad aver creato una vera e propria foresta.

### Ottobre 2026: la gita d'un milione di anni
Per il piccolo Timothy la proposta della madre e del padre di una gita in barca per andare a pescare non sembra molto più strana di tutto ciò che è accaduto negli ultimi giorni. Mentre si allontana sul motoscafo, lascia che lo sguardo rimanga sul piccolo razzo per famiglia che li ha trasportati in un lungo viaggio dalla Terra fino al pianeta Marte, e che i pensieri ritornino alle chiacchiere dei giorni precedenti su una possibile vacanza su Marte, alla fretta e al trambusto della notte prima della partenza. I dubbi di Timothy sulla reale motivazione di quel viaggio e il fatto che sul razzo siano stati caricati viveri sufficienti per anni interi vengono messi da parte per non impensierire i fratelli più piccoli, o per il timore e l'ansia che trasmettono gli occhi dei genitori carichi di preoccupazioni. Più la barca si sposta sulle acque del canale, allontanandosi dal luogo dell'atterraggio, più Timothy si impone di non affrontare la realtà, per non cedere al pianto: la sua famiglia non è in vacanza, ma in fuga. Fin da quando è nato, sulla Terra, gli uomini si uccidono e le città vengono completamente distrutte; per quel che riesce a ricordare, sul pianeta madre c'è sempre stata la guerra.
Né Michael, né Robert, i due fratellini più piccoli, capiscono cosa realmente stia accadendo, intenti più che altro a cercare di scorgere un marziano tra le rovine e le città fantasma, o facendo promettere al padre di mostrar loro qualche abitante del pianeta Marte. Ma quando una forte esplosione sorprende tutti, anche i piccoli Michael e Robert cominciano a far domande ai genitori riguardo a quella strana vacanza. Il padre non esita ulteriormente. Sapendo di averli tenuti fin troppo all'oscuro, spiega loro come i suoi ideali di vita, gli ideali di un mondo nel quale avrebbe voluto vivessero i suoi figli, venivano ormai calpestati da anni sulla Terra coinvolta in un conflitto mondiale. Racconta ai piccoli come lui e la madre da tempo avessero deciso di lasciare il Minnesota, grazie all'uso di un razzo nascosto al governo, e come altre persone, con gli stessi ideali di pace, sarebbero giunte sul pianeta Marte abbandonato dai coloni terrestri, per creare una nuova civiltà.
Le parole del padre gettano nello sconforto e nella tristezza i due bambini più piccoli, soprattutto quando i genitori rivelano loro che l'esplosione che hanno sentito è relativa alla distruzione, per motivi di sicurezza, del razzo che li ha condotti su Marte: non torneranno mai più sulla Terra.
Sebbene l'angoscia stia per avere il sopravvento su di lui, Timothy aiuta il padre a calmare Michael e Robert, distraendoli con la ricerca del luogo dove vivere, tra le città abbandonate lungo il canale. Il racconto si conclude con il padre che mostra a tutta la famiglia un gruppo di marziani: i loro volti rispecchiati nelle acque del canale.

## Interpretazioni
Una delle letture più classiche di Cronache marziane è che in questa serie di racconti Bradbury ha raccontato la storia dell'America: Marte è per i terrestri ciò che l'America è stata per gli europei; i marziani sono i nativi americani. La scelta di Bradbury di trasporre una figura mitica della storia degli Stati Uniti come Johnny Appleseed su Marte rende l'equivalenza palese ai lettori del suo paese. Inoltre, si sa che le malattie portate dagli europei sterminarono intere tribù di nativi americani (non solo nel territorio dei futuri Stati Uniti, ma anche in Messico), e questo evento storico trova riscontro in uno dei racconti della raccolta. Se questo è vero, la visione della civiltà statunitense espressa dallo scrittore non è certo molto positiva: gli americani sono barbari avidi e violenti, incapaci di comprendere una civiltà più raffinata della loro (quella marziana), ansiosa di trasformare il pianeta rosso a loro immagine e somiglianza, e infine capace di abbandonare tutto per andare a distruggere la loro madrepatria e il resto della Terra con una guerra atomica.
Eppure il finale del romanzo ha un lato ottimistico: se i terrestri impareranno a rispettare il loro nuovo pianeta, come si vede nella scena conclusiva, potranno diventare loro i marziani. Ovviamente questa interpretazione può essere ribaltata: la scena finale potrebbe essere anche vista come l'ultima beffa alla civiltà distrutta dei marziani, per cui i conquistatori si definiranno "marziani" come i discendenti degli sterminatori degli indiani si definiscono "americani". Il valore di questo libro, uno dei capolavori della fantascienza di tutti i tempi, sta proprio nell'ambiguità di alcune scene chiave che portano il lettore a interrogarsi su fatti fondamentali della storia degli Stati Uniti, ma più in generale dei rapporti tra la civiltà europea e le altre del pianeta.

## Trasposizioni
- Cronache marziane (The Martian Chronicles) - miniserie televisiva in 3 episodi per la regia di Michael Anderson, trasmessa dalla NBC nel gennaio 1980; da essa è stato tratto un film per il cinema, distribuito in versioni più o meno ridotte.[1]

## Edizioni
- (EN) The Martian Chronicles, New York, Doubleday, 1950.
- Cronache marziane, collana Medusa n° CCCXLI, traduzione di Giorgio Monicelli, Milano, Arnoldo Mondadori Editore, 1954.
- Cronache marziane, collana Oscar Mondadori, traduzione di Giorgio Monicelli, Milano, Arnoldo Mondadori Editore, 1993, ISBN 88-04-37597-3.
- Cronache marziane, collana Oscar Mondadori Cult, traduzione di Veronica Laimo, nuova edizione, Milano, Arnoldo Mondadori Editore, 2020, ISBN 978-88-04-72487-2.